# Rhatta cramboidina
Rhatta cramboidina là một loài bướm đêm trong họ Noctuidae.